# 주신좡역
주신좡역(중국어: 朱辛庄站)은 중국 베이징시 창핑구 사허 지구 후이창 동로·주신좡 북로 교차로에 위치한 창핑선과 8호선의 환승역으로, 8호선의 북쪽 종착역이기도 하다. 2010년 12월 30일 창핑선 개통과 함께 영업을 개시하였다.

## 개요 및 명칭
이 역은 베이징시 창핑구 사허 지구 후이창 동로·주신좡 북로 교차점 남쪽 및 베이칭로에서 동쪽으로 약 700m 거리에 위치한다. 역은 남북 방향으로 배열되어 있다.
"주신좡(朱辛庄)"이라는 지명에 관한 역사적 기록은 매우 적다. 민간 전설에 따르면, 명나라 시기에 가정제가 황릉으로 참배하러 가는 길에 이름 없는 마을을 지나가게 되었다. 마을 사람의 원래 성은 사(沙)였지만, 성씨는 명나라 왕실의 주(朱) 성과 함께 금기시되었고, 가정제가 그의 성을 물었을 때 마을 주민은 그의 성을 '주'라고 잘못 말하게 되었다. 따라서, 가정제는 마을을 "주자신좡(朱家新庄)"으로 명명하였고, 그 후 마을의 '사'라는 가족은 성을 '주'로 변경했으며 나중에 "주신좡(朱辛庄)"으로 축약되어 오늘날에 이르게 되었다.

## 역 구조
이 역은 고가역이다. 8호선과 창핑선의 승강장은 같은 층에 위치하며 쌍섬식 승강장이다. 8호선이 도착 승강장에 도착하면 평면 환승을 통해 창핑선 창핑시산커우행 열차로 환승할 수 있다. 창핑선 지먼차오행 열차는 8호선 잉하이행으로 환승할 수 있다. 각 승강장의 중앙에는 대합실로 연결되는 에스컬레이터가 2세트 있다.
역사의 전체 길이는 155.6m, 역사 본체의 전체 폭은 44.8m이다. 두 승강장의 폭은 12.1m이고, 유효 승강장의 길이는 118m이다. 역 북쪽에 있는 고가교는 베이징 지하철에서 가장 넓은 고가교이다.
8호선 승강장의 북쪽과 남쪽 끝에는 건넘선이 있어 열차가 역의 전후로 회차할 수 있다. 승강장 북쪽에는 창핑선과 8호선을 연결하는 단일 건넘선이 2개 있고 창핑선으로 이어지는 정차장도 있다.

### 층별 구조

8호선 잉하이, 창핑선 지먼차오 방향 승강장 전경

| 2층  | ←                                                               | ■ 창핑선 창핑시산커우 방면 (궁화청)        |
| 2층  | 섬식 승강장, 8호선은 오른쪽 출입문, 창핑선은 왼쪽 출입문이 열림 |                                            |
| 2층  | ←                                                               | ■ 8호선 하차 전용 승강장                   |
| 2층  | →                                                               | ■ 8호선 잉하이 방면 (위즈루)               |
| 2층  | 섬식 승강장, 8호선은 오른쪽 출입문, 창핑선은 왼쪽 출입문이 열림 |                                            |
| 2층  | →                                                               | ■ 창핑선 지먼차오 방면 (생명과학원)        |
| 지면 | 대합실                                                          | 고객센터, 자동 발매기, 출입 게이트, 출입구 |

## 출입구
역에는 2개의 출입구가 있다. A입구는 북역 대합실과 연결되어 있고, B입구는 남역 대합실과 연결되어 있다.
|                         |                         |           |      |  |
|                         |                         |           |      |  |
| 출구                    | 지시                    | 출구 인근 | 사진 |  |
| ■ 8호선 ■ 창핑선에 연결 |                         |           |      |  |
| 出口 · A · 2            | 주신좡 북로(朱辛庄北路) | 입구 전용 |      |  |
| 出口 · A · 3            | 주신좡 북로(朱辛庄北路) | 출구 전용 |      |  |
| 出口 · B · 1            | 후이창 동로(回昌东路)   | 입구 전용 |      |  |
| 出口 · B · 2            | 후이창 동로(回昌东路)   | 출구 전용 |      |  |
| 아이콘 설명: 경사로     |                         |           |      |  |

## 역 주변
- 주신좡 신구(朱辛庄新区)
- 베이징 농학원(北京农学院)